# Municipio de Barrett (condado de Beadle)
El municipio de Barrett (en inglés: Barrett Township) es un municipio ubicado en el condado de Beadle en el estado estadounidense de Dakota del Sur. En el año 2010 tenía una población de 101 habitantes y una densidad poblacional de 1,08 personas por km².

## Geografía
El municipio de Barrett se encuentra ubicado en las coordenadas 44°34′47″N 97°55′15″O / 44.57972, -97.92083. Según la Oficina del Censo de los Estados Unidos, el municipio tiene una superficie total de 93.15 km², de la cual 92,98 km² corresponden a tierra firme y (0,18 %) 0,17 km² es agua.

## Demografía
Según el censo de 2010, había 101 personas residiendo en el municipio de Barrett. La densidad de población era de 1,08 hab./km². De los 101 habitantes, el municipio de Barrett estaba compuesto por el 100 % blancos. Del total de la población el 0 % eran hispanos o latinos de cualquier raza.